# Annecke Lange
Annecke Lange, auch Anneke Lange und Anna Lange (* in Eldagsen; † 28. März 1572 in Neustadt am Rübenberge), war eine deutsche Frau, die Opfer der Hexenverfolgung wurde.

## Hexenverfolgung in Eldagsen
Im Zusammenhang mit dem Hexenprozess gegen seine Frau Sidonie von Sachsen veranlasste Herzog Erich II. die Stadt Eldagsen zu Untersuchungen in Hexenprozessen, weil sich neue Teufelskünste dort ereignet hätten.
In diesen Hexenprozessen wurden zunächst einfache Menschen angeklagt, doch weiteten sich die Verfahren später aus gegen Frauen aus adligen Familien.

## Annecke Lange und ihr Mann Hans Lange
Unter den ersten in Eldagsen verhafteten Personen waren die Eheleute Lange aus Eldagsen.
Hans Lange war Barbier und Feldscher, Wundarzt beim Herzog und hatte ihn 1566 auf dem Albanischen Zuge begleitet. Mit Albanischen Zuge könnte die Belagerung von Szigetvár gemeint sein. Er war von seiner Frau Annecke Lange wohl unter der Folter wegen Teilnahme am Hexentanz besagt worden.
Mit Annecke Lange wurde die Oelsin (die Ölsin, Margarethe Ölse aus Eldagsen, eine Frau aus dem Volke) verhaftet. Diese war schwanger. Die drei Angeklagten wurden von Herzog Erich II. zu Braunschweig-Lüneburg nach Neustadt am Rübenberge überführt, um dort das Verfahren fortzusetzen, als das Städtchen nicht mehr im Stand gewesen sei, die Kosten der sich immer weiter ausdehnenden Untersuchungen zu tragen, auf Bitten der Eldagsener sich entschlossen habe, die Prozesse an sich zu ziehen und die angeschuldigten Personen nach Neustadt zu schaffen.

## Fortführung des Hexenprozesses in Neustadt am Rübenberge
Die Lange wurde am 3. März 1572 vor einer Ratskommission zu Neustadt am Rübenberge examiniert. Im peinlichen Verhör bekannte sie, sie habe Gesche Role, der Vogtin zu Neustadt geholfen, daß Herzog Erich nicht im Lande sollte bleiben aus Ursache <des Landes halber>. Teufelstänze hätten stattgefunden am krummen großen Kreuz zwischen Pattensen und dem Calenberg.
Mitgewirkt hätten die 88-jährige Simon’sche aus Pattensen, welche nach Angaben von Herzog Erich II. schon etliche Jahre zuvor der Zauberei bezichtigt worden sei. Die Lange sagte aus, sie sei von dieser Frau zur Vergiftung von Herzog Erich II. angestiftet worden mit dem Versprechen auf gute Belohnung. Als sie einwilligte, habe sie durch den Teufel der Simonschen das Gift als Puder in einem kleinen weißen Topf erhalten. Dafür habe sie fünf Joachimstaler erhalten.
Die alte Vogtin (des Großvogts vom Rübenberge Curt Warnickes Witwe Katharine, eine geborene von Dassel, verheiratet mit dem Oberamtmann von Wolfenbüttel und Hauptmann zu Calvörde Erich Dux) sei dabei gewesen und habe um die Herkunft des Geldes gewusst.
Die Lange habe die Substanzen für das Gift (Pulver von der Leiche eines neugeborenen Kindes, Blätter vom Teufel und Pulver mit Scheidewasser und Quecksilber) von der Ölsin und der Simonschen erhalten und es zubereitet.
Am 7. März 1572 wurde Hans Lange verhört und leugnete alle Vorwürfe. Allerdings sei der Herzog ihm von dem Albanischen Zuge noch die Besoldung schuldig gewesen. So habe er durch seine Frau Gift zurichten lassen, um es dem Herzog beizubringen, wenn dieser ihn rufen lasse.
Am 16. und 17. März wurde er wieder verhört und starb am 25. März unter der Folter.
Nach seinem Tod wurde Hans Lange im Verhör der Ölsin im September 1572 beschuldigt, auch Gift gegen Herzog Erich II. aus Blut vom Aderlass während ihrer Schwangerschaft zubereitet zu haben. Es sollte als Pulver einem Brief an den Herzog beigelegt werden und seinen baldigen Tod herbeiführen.

### Hinrichtung der Lange, der Herbst und der Rotschroeder
Die Lange, die Herbst (die Hervesin, Gesche Herbst, verheiratete Rossing auf dem Tann) und Annecke Rotschroeder (Rotschröder, Rottschröder) aus Pattensen wurden am 28. März einem peinlichen Halsgericht vor dem Rathaus am Markt zu Neustadt unterworfen. Sogar die Leiche des am 24. März verstorbenen Hans Lange wurde vor Gericht gebracht und ihr der Prozess gemacht.
Die Verhöre führten der Amtmann von Neustadt, Joachim Brandes, der herzogliche Kammerdiener Wilhelm Berg und der Sekretär Johannes Romhart. Vielfach fanden sie in persönlicher Gegenwart des Herzogs statt. Den Frauen las man ihre Urgichten vor, die von ihnen bestätigt wurden. Dann wurden sie zum Feuertod verurteilt und am 28. März 1572 hingerichtet. Die Lange wurde vorher noch mit glühenden Zangen angegriffen.
- Die Lange am 28. März 1572 zum Feuertode verurteilt.
- Die Herbst am 28. März 1572 zum Feuertode verurteilt.
- Die Rotschröder am 28. März 1572 zum Feuertode verurteilt.

In den Akten werden auch die Röder (Rödersche zu Hildesheim) und die Langenberg genannt (über ihre Vernehmung liegen keine Akten vor).
Vor der Hinrichtung sollen die Rotschröder und die Herbst sich noch laut beklagt haben über die Knigge, die Warnische und die Hartleb. Diese hätten sie in diese Situation gebracht und seien nicht weniger schuldig als sie selber. Die Lange bekannte vor ihrem Tod noch den Empfang von Bestechungsgeld.

### Gretke Oelsin aus Eldagsen
Mit Annecke Lange war Anfang 1572 die Oelsin (Ölsin, Margarethe Ölse aus Eldagsen, eine Frau aus dem Volke) verhaftet worden.
Herzog Erich II. ließ am 10. September Gretke Oelsin aus Eldagsen vernehmen. Wegen Schwangerschaft war sie bisher nicht peinlich befragt worden. Sie wurde beschuldigt, mit dem hingerichteten Lange an dem Giftanschlag gegen den Herzog beteiligt zu sein. Sie sagte, Lange habe sie als Mitwisserin beseitigen wollen. Dazu wurde auch der Maurermeister Hans Volcker aus Eldagsen verhört.

### Gesche Role samt ihrem Anhang
Im Hexenprozess gegen Annecke Lange wird auch der Prozess von Gesche Rolle erwähnt. Gesche Role (Ehefrau des Voigts Rohle, Vogtin zu Neustadt), Witwe des ehemaligen Vogtes Lorenz Role und Schwester der Kuckerin, wurde der Folter unterworfen, am 11. Februar 1572 verhört und am 15. Februar 1572 justifiert. Von einem Neustädter Gremium aus Bürgermeistern und Ratsherren wurde sie auf dem Markt von Neustadt einem peinlichen Halsgericht unterstellt und zum Tode durchs Feuer verurteilt, verschärft durch vorheriges Reißen mit glühenden Zangen, und sofort hingerichtet. Sie erlitt den Feuertod nicht allein, sondern samt ihrem Anhang.